# 汐見製作所
株式会社汐見製作所（しおみせいさくしょ）は、静岡県湖西市に本社を置く、日本の自動車部品メーカー。

## 概要
1965年創業。主にスズキ向けの二輪車や四輪車等の部品、精密板金加工、住宅用壁パネルの製造・販売を手掛けている。

## 沿革
- 1965年 当時の静岡県浜名郡新居町浜名（現・湖西市新居町浜名）に創業。
- 1968年 スズキとの取引スタート。個人より法人化し、株式会社汐見製作所に改組。
- 2004年 ISO9001取得。
- 2005年 現在地に工場・本社移転。
- 2006年 現在地に本社事務所と第2工場を移転。

## 事業所
- 本社工場 静岡県湖西市新居町新居2800
- 港町工場 静岡県湖西市新居町新居528

## 主要製品
- 自動二輪・四輪車用金属プレス・溶接加工部品
- 精密板金加工
- 住宅用壁パネル